# Eugenio Jara
Heber Eugenio Jara Valladares (Talca, 27 de diciembre de 1935 – San Bernardo, Santiago, 21 de diciembre de 2014) fue un futbolista y director técnico de larga trayectoria en el fútbol chileno. Falleció en 2014 a los 79 años tras padecer la enfermedad de Alzheimer.

## Trayectoria
Eugenio Jara como futbolista profesional militó en los clubes Ferrobadminton, O'Higgins de Rancagua y Deportes Colchagua a finales de los años 1950 y en la década de los años 1960.
En 1974 inicia su carrera como técnico en Curicó Unido, para continuar en Rangers de Talca y luego en Independiente de Cauquenes en 1979, que en una gran campaña donde destacaban los brasileños Ribamar Batista y Benedicto Pereira, el club clasificó a la Liguilla de Promoción junto a Santiago Wanderers, Audax Italiano y Deportes Arica, aquella liguilla disputada en Arica fue la vez en que el club estuvo más cerca de acceder a la Primera División en su historia.
En 1980 arriba a Magallanes equipo en el cual logró su mayor notoriedad al ser el gestor de la recordada época de "Los Comandos", y que terminó con la "Academia" disputando la Copa Libertadores en 1985, en aquella campaña continental, Magallanes logró derrotar en el mítico Estadio Centenario de Montevideo 1-0 al Club Bella Vista.
Prosiguió su carrera de entrenador en O'Higgins de Rancagua, San Luis de Quillota y Palestino antes de un paso como técnico en el extranjero en el Sporting Cristal de Perú en 1990. En 1991 vuelve a Rangers de Talca para salvar al club de descender a la Tercera División. Finalizó su carrera dirigiendo a clubes de Segunda división como Unión Santa Cruz de 1993 a 1995, Deportes Linares en 1996 y Deportes Arica en 1997.

### Selección
En agosto de 1987 tuvo a su cargo la Selección de Chile B que disputó los Juegos Panamericanos de Indianapolís, donde la "Roja" obtuvo la medalla de plata tras superar en semifinales a Argentina por 3–2, y caer derrotado por Brasil por 0–2 en el juego final, coronándose subcampeón del torneo.
En mayo del año siguiente dirigió a la Selección de fútbol sub-20 de Chile en el Campeonato Sudamericano Sub-20 de 1988 disputado en Buenos Aires, donde no se logró una buena participación quedando eliminado en la Primera fase del torneo.

## Clubes

### Como entrenador
| Club                       | País  | Año       |
| -------------------------- | ----- | --------- |
| Curicó Unido               | Chile | 1974-1975 |
| Rangers                    | Chile | 1976      |
| Ñublense                   | Chile | 1978      |
| Independiente de Cauquenes | Chile | 1979      |
| Magallanes                 | Chile | 1980-1982 |
| Naval                      | Chile | 1983      |
| Rangers                    | Chile | 1984      |
| Magallanes                 | Chile | 1985      |
| O'Higgins                  | Chile | 1986      |
| San Luis                   | Chile | 1987      |
| Selección de Chile B       | Chile | 1987      |
| Selección Sub-20 de Chile  | Chile | 1988      |
| Palestino                  | Chile | 1988-1989 |
| Unión San Felipe           | Chile | 1990      |
| Sporting Cristal           | Perú  | 1990      |
| Rangers                    | Chile | 1991-1992 |
| Unión Santa Cruz           | Chile | 1993-1995 |
| Deportes Linares           | Chile | 1996      |
| Deportes Arica             | Chile | 1997      |
| Unión Santa Cruz           | Chile | 1997      |
| Curicó Unido               | Chile | 2000      |